# ديريك ديال
ديريك ديال (بالإنجليزية: Derrick Dial)‏ مواليد 20 ديسمبر 1975 في ديترويت، هو لاعب كرة سلة أمريكي سابق. بدأ مسيرته الاحترافية في سنة 1998. تم اختياره من قبل فريق سان أنطونيو سبرز خلال الدرافت. اعتزل اللعب في 2009.

## المسيرة الاحترافية
لعب مع سان أنطونيو سبرز في موسم 1999–2000، ثم لعب مع بروكلين نتس في موسم 2001–2002، ثم لعب مع تورونتو رابتورز في سنة 2002، ثم لعب مع فيرتوس بالاكانسترو بولونيا في موسم 2002–2003، ثم لعب مع أورلاندو ماجيك في سنة 2004.

## روابط خارجية
- ديريك ديال على موقع إن بي أي (الإنجليزية)
- ديريك ديال على موقع سبورتس رفرنس (الإنجليزية)
- ديريك ديال على موقع الدوري الإسباني لكرة السلة (الإسبانية)
- ديريك ديال على موقع كرة السلة الأوروبية.كوم (الإنجليزية)
- ديريك ديال على موقع كلية كرة السلة في سبورتس رفرنس.كوم (الإنجليزية)
- ديريك ديال على موقع ريلجم (الإنجليزية)
- ديريك ديال على موقع بروبوليرز (الإنجليزية)
- ديريك ديال على موقع سبورتس رفرنس (الإنجليزية)
- ديريك ديال على موقع سبورتس رفرنس (الإنجليزية)